# Nonea iranica
Nonea iranica är en strävbladig växtart som beskrevs av Falat. och Pakravan. Nonea iranica ingår i släktet nonneor, och familjen strävbladiga växter. Inga underarter finns listade i Catalogue of Life.